# الکسی فیلیپنکو
الکسی فیلیپنکو (انگلیسی: Alexei Filippenko؛ زادهٔ ۲۵ ژوئیهٔ ۱۹۵۸) اخترفیزیکدان اهل ایالات متحدهٔ آمریکا است.
او برندهٔ جوایزی همچون کمک‌هزینه گوگنهایم شده‌است.